# Séverine Beltramová
Séverine Beltramová, nepřechýleně Séverine Beltrame (* 14. srpna 1979 Montpellier) je bývalá francouzská profesionální tenistka, která ukončila kariéru v kvalifikaci French Open 2013. Ve své kariéře nevyhrála na okruhu WTA Tour žádný turnaj. V rámci okruhu ITF získala osm titulů ve dvouhře a osm ve čtyřhře.
Na žebříčku WTA byla ve dvouhře nejvýše klasifikována v únoru 2007 na 34. místě a ve čtyřhře pak v červnu téhož roku na 85. místě.
Ve francouzském fedcupovém týmu debutovala v roce 2005 červencovým semifinále Světové skupiny proti Španělsku, v němž prohrála čtvrtou dvouhru s Arantxu Parrovou Santonjovou 4–6 a 4–6. V soutěži nastoupila k pěti mezistátním utkáním s bilancí 0–1 ve dvouhře a 2–2 ve čtyřhře.

## Soukromý život
Od září 2005 do listopadu 2008 byla vdaná za svého trenéra Erica Brémonda a přijala jeho příjmení. Od rozvodu až do konce roku 2009 užívala dvojité příjmení Brémond Beltrame. Od roku 2010 se vrátila k dívčímu jménu Séverine Beltramová, jak ji uvádí oficiální tenisové statistiky.
Řadila se do tzv. „Generace 1979“ spolu s dalšími francouzskými tenistkami Amélií Mauresmovou, Nathalií Dechyovou a Émilií Loitovou. Ve 33 letech ukončila jako poslední z nich kariéru.

## Tenisová kariéra
Na nejvyšší grandslamové úrovni se ve dvouhře jako kvalifikantka probojovala do čtvrtfinále Wimbledonu 2006, v němž nestačila na Belgičanku Justine Heninovou. O dva roky později prošla do osmifinále US Open 2008, kde ji vyřadila Američanka Serena Williamsová. Spolu s krajanem Fabricem Santorem se probojovala do semifinále wimbledonského mixu 2007, kde nestačili na pátý nasazený pár Jonas Björkman a Alicia Moliková.
Dvakrát si na okruhu WTA zahrála finále čtyřhry. Poprvé v červnu 2008 na birminghamském AEGON Classic, kde v páru se Španělkou Virginií Ruanovou Pascualovou na trávě podlehly zimbabwsko-americké dvojici Cara Blacková Liezel Huberová 2–6 a 1–6. Také v září 2009 nestačila na québeckém Bell Challenge spolu se Sofií Arvidssonovou na americko-český pár Vania Kingová a Barbora Záhlavová-Strýcová, jimž hladce podlehly ve dvou setech 1–6 a 3–6.

## Finálové účasti na turnajích WTA Tour
| Legenda                           |
| --------------------------------- |
| D – dvouhra; Č – čtyřhra          |
| Grand Slam (0)                    |
| WTA Tour Championships (0)        |
| Premier Mandatory & Premier 5 (0) |
| Premier (0)                       |
| International (0–2 Č)             |

### Čtyřhra: 2 (0–2)

#### Finalistka
| Č. | Datum           | Turnaj                         | Povrch | Spoluhráčka                 | Vítězky                                  | Výsledek |
| -- | --------------- | ------------------------------ | ------ | --------------------------- | ---------------------------------------- | -------- |
| 1. | 15. červen 2008 | Birmingham, Spojené království | tráva  | Virginia Ruanová Pascualová | Cara Blacková Liezel Huberová            | 2–6, 1–6 |
| 2. | 20. září 2009   | Québec, Kanada                 | tvrdý  | Sofia Arvidssonová          | Vania Kingová Barbora Záhlavová-Strýcová | 1–6, 3–6 |

## Chronologie výsledků ve dvouhře Grand Slamu

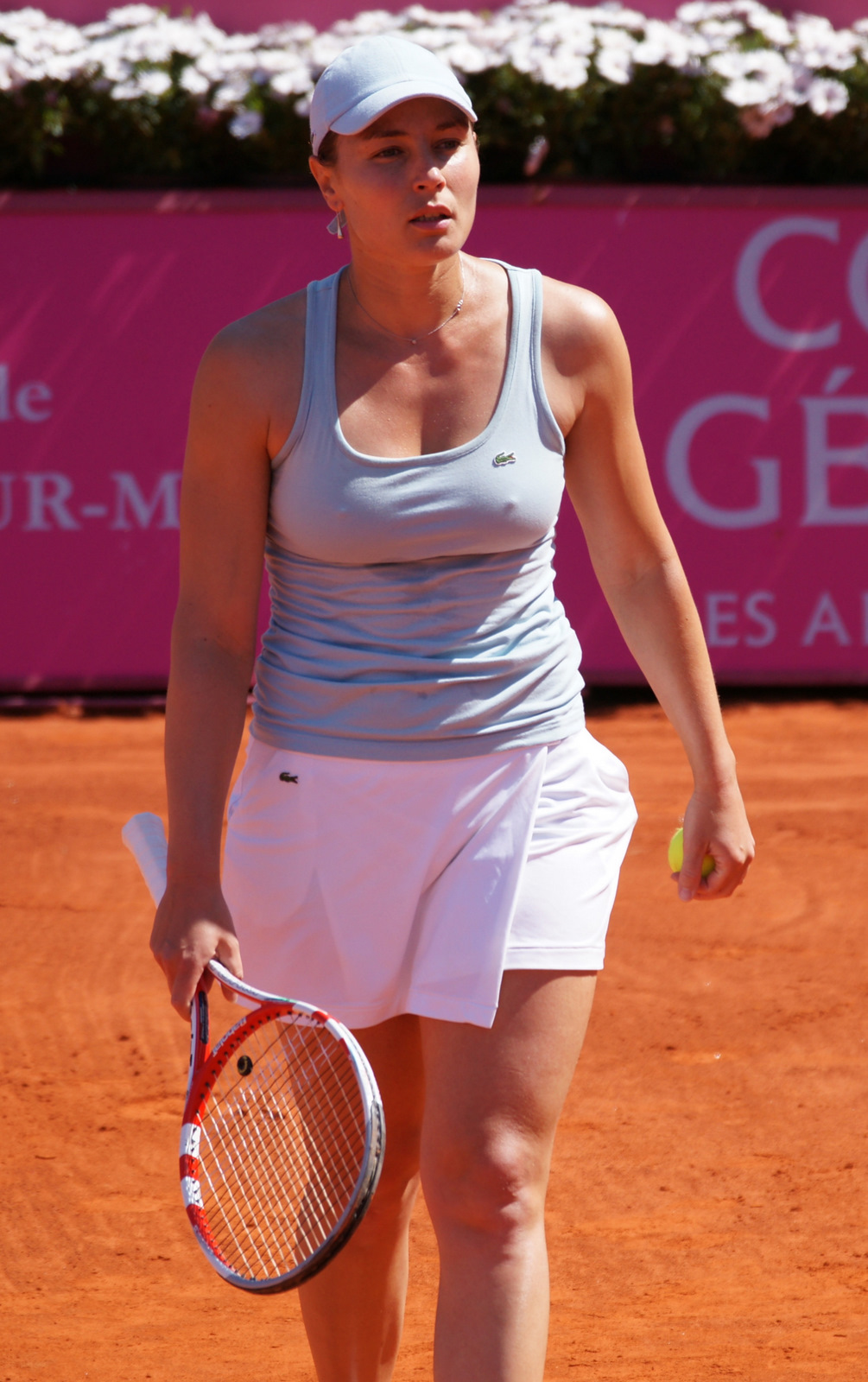
Beltramová na turnaji ITF v Cagnes 2011

| Turnaj          | 2009 | 2008 | 2007 | 2006 | 2005 | 2004 | Celkem |
| --------------- | ---- | ---- | ---- | ---- | ---- | ---- | ------ |
| Australian Open | 2R   | 1R   | 1R   | 1R   | 1R   | A    | 0      |
| Roland Garros   | 1R   | 1R   | 1R   | 1R   | 2R   | 1R   | 0      |
| Wimbledon       | 1R   | 1R   | 2R   | QF   | 2R   | 1R   | 0      |
| US Open         | 1R   | 4R   | 2R   | 2R   | 1R   | 2R   | 0      |
| Finále          | 0    | 0    | 0    | 0    | 0    | 0    |        |
| Tituly          | 0    | 0    | 0    | 0    | 0    | 0    |        |

| Legenda | Legenda                                   | Legenda | Legenda                     |
| ------- | ----------------------------------------- | ------- | --------------------------- |
| SR      | poměr vyhraných turnajů ku všem odehraným | W–L V–P | výhry–prohry                |
| NH      | daný rok se turnaj nekonal                | A       | turnaje se hráč nezúčastnil |
| 1Q / LQ | prohra v (kole) kvalifikace               | 1k / 1R | prohra v daném kole turnaje |
| QF / ČF | prohra ve čtvrtfinále                     | SF      | prohra v semifinále         |
| F       | prohra ve finále                          | Vítěz   | vítězství v turnaji         |

## Postavení na konečném žebříčku WTA

### Dvouhra
| Rok    | 1999 | 2000   | 2001   | 2002   | 2003   | 2004  | 2005   | 2006  | 2007   | 2008  | 2009   | 2010   | 2011   | 2012   |
| Pořadí | 591. | ▲ 480. | ▲ 339. | ▲ 238. | ▲ 147. | ▲ 95. | ▼ 102. | ▲ 39. | ▼ 104. | ▲ 93. | ▼ 150. | ▼ 204. | ▼ 261. | ▲ 252. |

### Čtyřhra
| Rok    | 2001 | 2002   | 2003   | 2004   | 2005   | 2006   | 2007   | 2008   | 2009   | 2010   | 2011   | 2012   |
| Pořadí | 661. | ▲ 274. | ▼ 285. | ▲ 193. | ▼ 349. | ▲ 117. | ▼ 118. | ▲ 117. | ▼ 121. | ▼ 365. | ▲ 263. | ▲ 142. |